# Sławomir Gadomski
Sławomir Gadomski (ur. 4 listopada 1982 w Siedlcach) – polski menedżer, audytor i urzędnik państwowy, w latach 2018–2022 podsekretarz stanu w Ministerstwie Zdrowia.

## Życiorys
Ukończył studia z zakresu finansów i bankowości oraz matematyki finansowej. Jest w trakcie zdobywania uprawnień biegłego rewidenta. Przez ponad 10 lat pracował jako audytor wewnętrzny, głównie w sektorze ubezpieczeń, w tym w PZU. Ponad 4 lata zarządzał zespołami audytowymi. Od 2016 do 2018 był zastępcą dyrektora w Centrum Onkologii – Instytucie im. Marii Skłodowskiej-Curie do spraw zarządzania i finansów.
5 czerwca 2018 powołany na stanowisko wiceministra zdrowia, odpowiedzialnego za politykę zdrowotną i sprawy finansowe. Ze stanowiska odszedł w styczniu 2022. Od lutego do maja tego samego roku był wiceprezesem Agencji Badań Medycznych.
W 2021 otrzymał nagrodę „Komeda UMP”, przyznaną przez Senat Uniwersytetu Medycznego im. Karola Marcinkowskiego w Poznaniu.
Żonaty, ojciec dwójki dzieci.